# Robert Nippoldt
Robert Nippoldt (Kranenburg, 13 ottobre 1977) è un illustratore tedesco.
Ha studiato grafica e illustrazione all'Università di Scienze Applicate di Münster. Il libro Gangster. Die Bosse von Chicago  (Gangster. I boss di Chicago) è stato la sua tesi di laurea. Due anni dopo, nel 2007, è stato pubblicato il suo secondo libro: Jazz. New York in the Roaring Twenties (Jazz. New York nei ruggenti anni Venti).Tradotto in diverse lingue, questo volume ha vinto molti premi. Nel 2010 è uscito Hollywood in the 1930s (Hollywood negli anni Trenta), il suo terzo libro sull'America degli anni Venti e Trenta. Nel 2017, Taschen ha pubblicato il suo quarto libro, Night falls on the Berlin of the Roaring Twenties (Cade la notte sulla Berlino dei ruggenti anni Venti).  I suoi libri sono affiancati da giochi come il e da serigrafie in edizione limitata.
Oltre ai libri, crea illustrazioni per riviste e clienti internazionali tra cui The New Yorker, Le Monde, Die Zeit, Mercedes-Benz, Reader's Digest, Taschen e TIME Magazine.
Per questo tipo di incarichi collabora con sua sorella, Astrid Nippoldt, e sua moglie, Christine Nippoldt, nell'ambito del loro marchio, Studio Nippoldt.
Ein Rätselhafter Schimmer (Un misterioso splendore) è il titolo della rappresentazione teatrale che accompagna il libro su Berlino. Lo spettacolo, che comprende disegni e musica eseguiti dal vivo, è stato creato nel 2015-2018 da Robert Nippoldt e dal Trio Größenwahn, ed è stato rappresentato più di 50 volte anche al Pantheon Theater di Bonn, al Teatro Heimathafen Berlin, allo Schloss Elmau, al Kurhaus Göggingen e sulle navi da crociera dell’AIDA.
Le opere di Robert Nippoldt sono state oggetto di esposizioni in Germania, Svizzera, Belgio e Spagna. Il suo studio si trova nel vecchio deposito merci ferroviario di Münster.

## Pubblicazioni

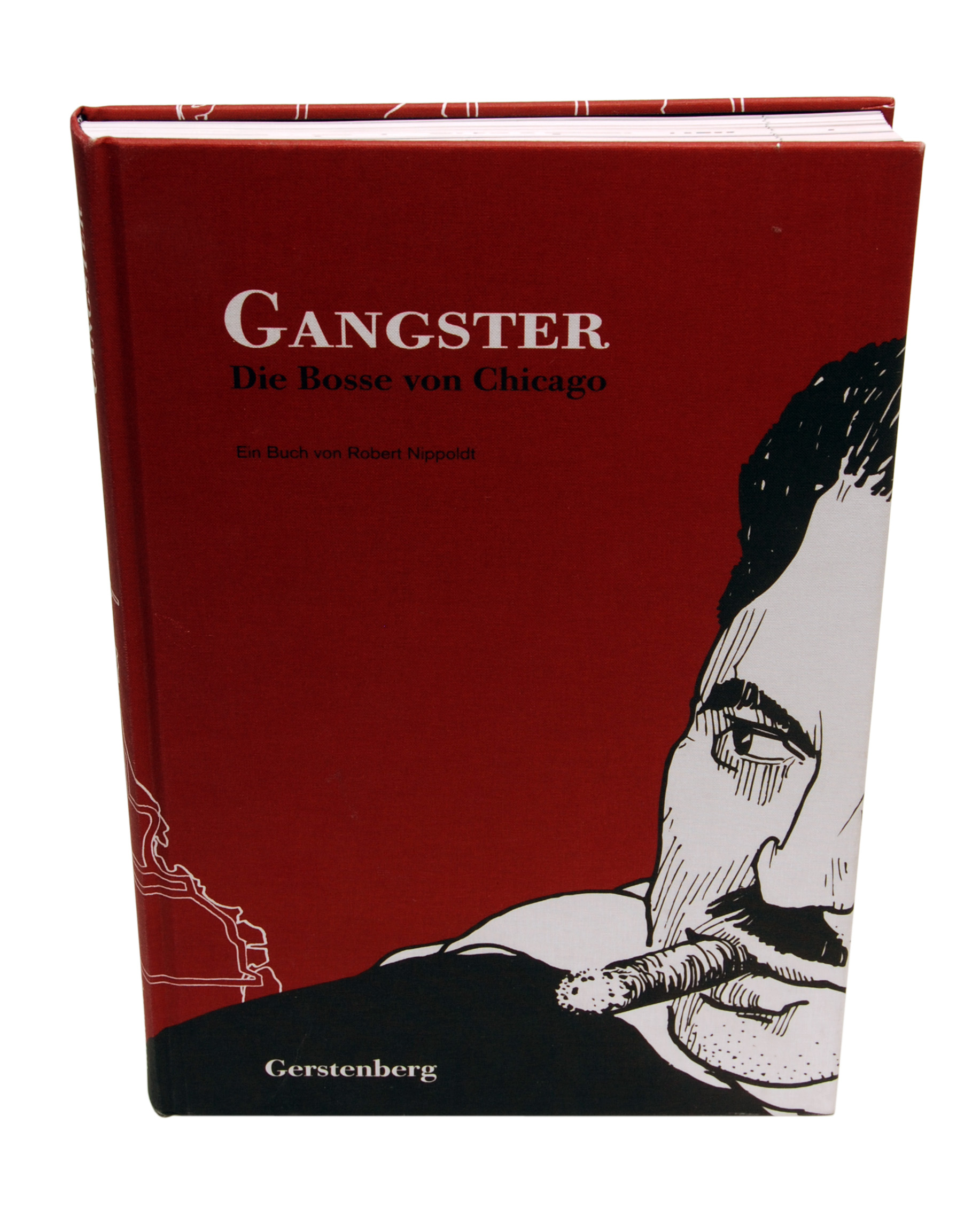
Gangster. Die Bosse von Chicago

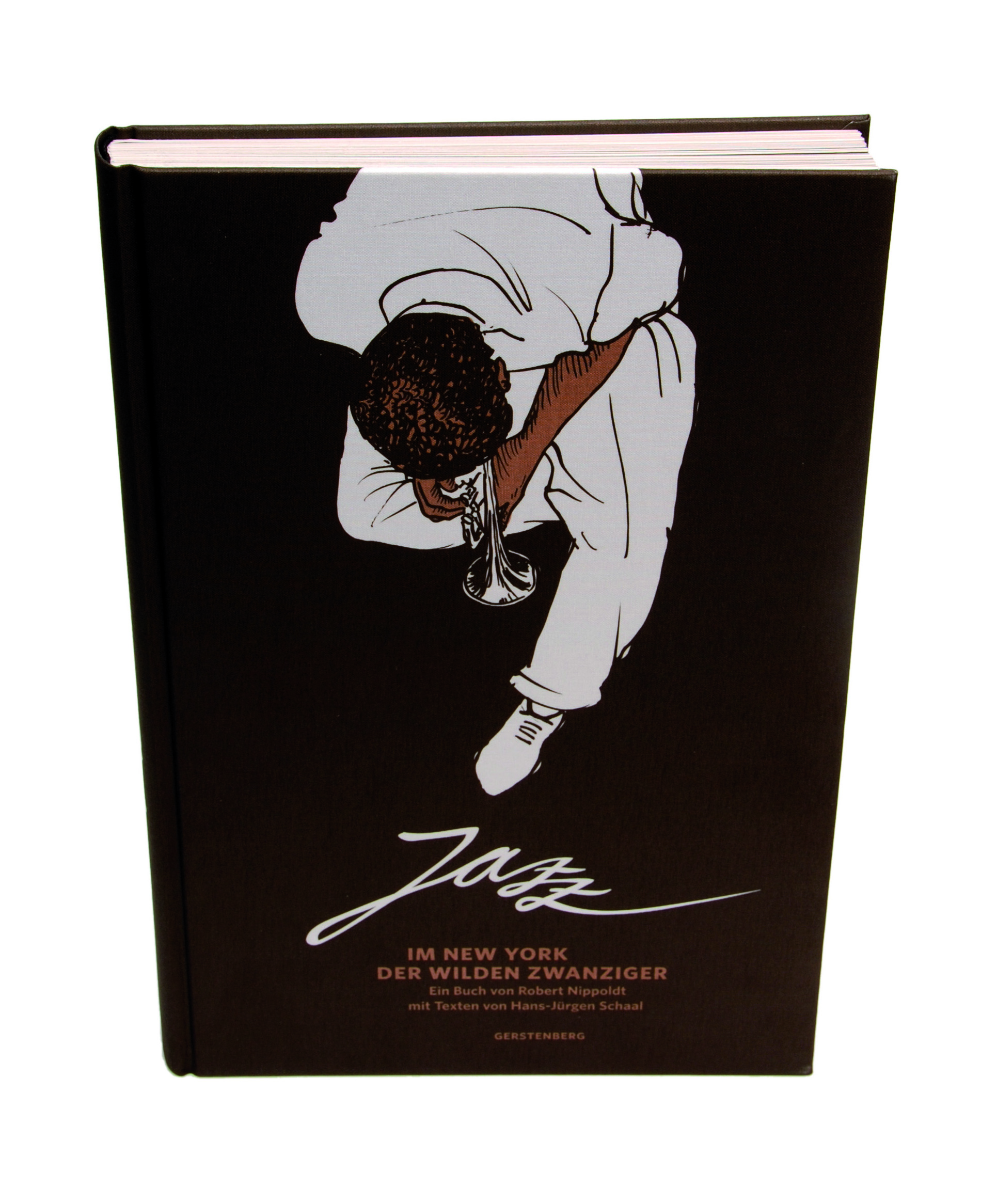
Jazz. New York in the Roaring Twenties

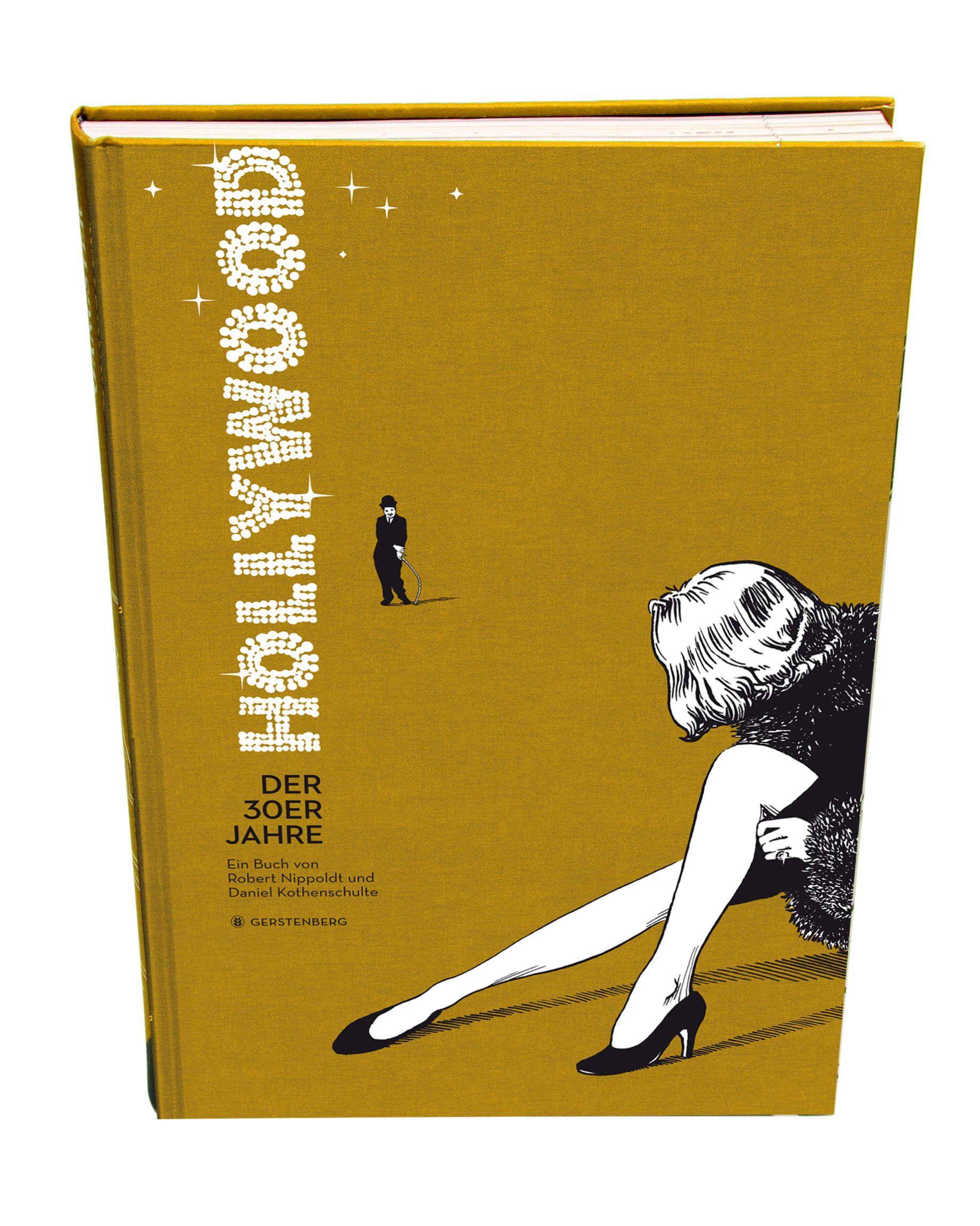
Hollywood in the Thirties

- Gangster. Die Bosse von Chicago, Gerstenberg Verlag, Hildesheim 2005. ISBN 978-3-8067-2941-2[14]
- Jazz. New York in the Roaring Twenties con Hans-Jürgen Schaal (testi), TASCHEN 2013, ISBN 978-3836545013[15]
- Hollywood in the Thirties con Daniel Kothenschulte (concept, testi) e Christine Goppel (coloritura), TASCHEN, 2013, ISBN 978-3-8369-2628-7[16]
- The Great Transformation: Climate – Can we beat the Heat (La grande trasformazione. Clima – Possiamo sconfiggere il caldo?) con Christine Goppel, Jörg Hartmann, Jörg Hülsmann, Astrid Nippoldt e Iris Ugurel, pubblicato da A. Hamann, C. Zea-Schmidt e Reinhold Leinfelder, WBGU, Berlino 2014. ISBN 978-3936191417[17]
- Night Falls on the Berlin of the Roaring Twenties con Boris Pofalla (testi), TASCHEN 2017, ISBN 978-3-8365-6320-8[18]

## Premi
- ADC Award per Berlin, 2019, New York[19]
- Indigo Design Award per Berlin, 2019, Amsterdam[20]
- iF Design Award per Berlin, 2019, Hannover[21]
- German Design Award per Berlin, 2019, Frankfurt[22]
- A' Design Award per Berlin, 2019, Como[23]
- Econ Megaphon Award, Shortlist, per Berlin, 2018, Berlin[24]
- International Design Award per Berlin, 2018, Los Angeles[25]
- Best Book Award per Berlin, 2018, Los Angeles[26]
- Berliner Type Award per Berlin, 2018, Berlin[27]
- Premio di Red Dot Design Award per Berlin, 2018, Essen
- Premio ADC Award per Berlin, 2018, Berlino[28]
- Premio Joseph Binder Award per Berlin, 2018, Vienna[29]
- International Creative Media Award per Berlin, 2018, Meerbusch[30]
- German Design Award per Jazz, 2016, Frankfurt[31]
- Best American Infographic per l'infografica “Facemap” in Hollywood, 2015, New York
- Premio Internazionale del Libro per Jazz, 2014, Los Angeles[32]
- Good Design Award per Jazz, 2014, Chicago[33]
- Premio Joseph Binder Award per Jazz, 2014, Vienna
- Premio di Design A' per Jazz, 2014, Como[34]
- Premio D&AD per Jazz, 2014, Londra[35]
- Best American Infographic per il sociogramma “Le sessioni di registrazione” in Jazz, 2014, New York
- Premio Internazionale del Libro per Jazz, 2013, Los Angeles[36]
- Premio del Club dei Designer Tedeschi per il libro Hollywood, 2011, Francoforte
- Premio di Red Dot Design Award per il libro Hollywood, 2011, Essen[37]
- Premio Hans Helmut Prinzler per il miglior libro dell'anno sul cinema, per Hollywood, 2010, Berlino
- European Design Award per la struttura grafica per il libro Jazz, 2008, Stoccolma[38]
- Premio della Fondazione Buchkunst:“Il più bel libro tedesco del 2007” per Jazz, 2007, Francoforte
- Illustrative: “Uno dei più bei libri d'Europa” per Jazz, 2007, Berlino
- Premio di Red Dot Design Award per Gangster, 2006, Essen